# Il pazzo di Bergerac
Il pazzo di Bergerac (titolo originale francese Le fou de Bergerac, pubblicato in traduzione italiana anche col titolo Maigret e il pazzo di Bergerac) è un romanzo poliziesco di Georges Simenon con protagonista il commissario Maigret.
Fu scritto presso l'Hôtel de France di La Rochelle nel marzo del 1932 e pubblicato a Parigi il mese successivo presso l'editore Fayard. È il sedicesimo romanzo col personaggio del celebre commissario.

## Trama
Maigret decide di far visita al vecchio amico ed ex-collega Leduc a Villefranche, nel dipartimento della Dordogna, approfittando di un'assenza della signora Maigret. Il commissario prende il treno Parigi-Bordeaux e si sistema nella cuccetta di un vagone di seconda classe, in uno scompartimento che condivide con un uomo che lo tiene sveglio tutta la notte a causa della sua agitazione.
Al mattino Maigret si accorge che l'uomo sta per saltare dal treno prima dell'arrivo in stazione e senza pensare alle conseguenze si getta anch'egli dal treno in corsa. Quando urla all'uomo di fermarsi viene ferito da un proiettile alla spalla e ricoverato all'ospedale di Bergerac, dove tutti credono che l'uomo che gli ha sparato altri non sia se non "il pazzo" responsabile dell'omicidio di due donne, che ha sconvolto la tranquillità della cittadina di provincia. Coadiuvato dalla moglie e da Leduc, entrambi giunti a Bergerac, Maigret, nonostante l'infermità, indagherà dalla sua camera d'albergo fino alla risoluzione del caso.

## Adattamenti

### Televisione
- Episodio dal titolo The Madman of Vervac, facente parte della serie televisiva Maigret, trasmesso per la prima volta sulla BBC il 1º ottobre 1962, con Rupert Davies nel ruolo del commissario Maigret.
- Episodio dal titolo Il pazzo di Bergerac, facente parte della serie televisiva Le inchieste del commissario Maigret, diretto da Mario Landi e trasmesso, durante la quarta stagione della serie, in due puntate per la prima volta sulla RAI il 2 e il 3 settembre 1972, con Gino Cervi nel ruolo del commissario Maigret e la partecipazione di Marisa Merlini.
- Episodio dal titolo Maigret et le fou de Bergerac, facente parte della serie televisiva Les enquêtes du commissaire Maigret per la regia di Yves Allégret, trasmesso per la prima volta su Antenne 2 il 28 aprile 1979, con Jean Richard nel ruolo del commissario Maigret.
- Alcuni spunti del romanzo, ma largamente rielaborati, sono ripresi nell'episodio dal titolo Le fou de Sainte-Clothilde facente parte della serie televisiva Il commissario Maigret, con Bruno Cremer nel ruolo del protagonista, trasmesso per la prima volta il 10 maggio 2002. In Italia l'episodio fu trasmesso per la prima volta il 1º giugno 2008 col titolo Maigret e il pazzo di Sainte Clotilde.

### Radio
- La RAI nel 2002 ha trasmesso su Radiodue un adattamento radiofonico in 15 puntate dal titolo Maigret e il pazzo di Bergerac, per la regia di Tomaso Sherman, con Renato Mori nel ruolo del commissario e Paola Pitagora in quello della signora Maigret.[2].

## Edizioni italiane
- Il pazzo di Bergerac, traduzione di Marise Ferro, Collana I Libri Neri. I romanzo polizieschi di G. Simenon n.10, Milano, Mondadori, 1933,  p. 224.[3] - Collana Il Giallo Economico n.27, Mondadori, 1934.
- Maigret e il pazzo di Bergerac, traduzione di Guido Cantini, Collana Le inchieste del commissario Maigret n.66, Milano, Mondadori, 1968.[4]- Collana Oscar n.390, Mondadori, 1972.
- Maigret e il pazzo di Bergerac, traduzione di Rosalba Buccianti, Collana Oscar n.2131, Milano, Mondadori, 1989,  p. 151.
- Il pazzo di Bergerac, traduzione di Laura Frausin Guarino, Collana gli Adelphi n.81, Milano, Adelphi, 1995,  p. 142, ISBN 978-88-459-1148-4.
- in  I Maigret 4, Collana I Maigret, Milano, Adelphi, 2014, ISBN 978-88-459-2904-5. - Nuova ed., Adelphi, 2019, ISBN 978-88-459-3376-9.